# Mur–Chenevières de Guévaux I
Mur–Chenevières de Guévaux I est le nom d'un site palafittique préhistorique des Alpes, situé sur les rives du lac de Morat sur la commune de Vully-les-Lacs dans le canton de Vaud, en Suisse.